# Nitteti (Sarti)
Nitteti (La Nitteti) es una ópera fruto del encargo expreso del cantante castrato Farinelli (1705–1782), a su gran amigo, el poeta y libretista italiano Pietro Metastasio (1698–1782), quien la escribió exclusivamente para la corte de Madrid. Por aquel entonces, cantante y poeta, estaban en la cúspide de lo que serían dos de las carreras más portentosas y sorprendentes de la historia de la ópera. 
Como Metastasio era el poeta oficial de la corte de Viena, hubo que requerir la autorización expresa de la emperatriz María Teresa I de Austria, quien finalmente dio su consentimiento. El compositor elegido por Farinelli para musicar el libreto fue el italiano Nicola Conforto (Nápoles, 1718 – Aranjuez, 1793), quien viajó expresamente desde Nápoles a Madrid para presentar su obra.
Nitteti, cantada en italiano y dividida en tres actos, fue estrenada con  motivo del cumpleaños del rey Fernando VI de España el 23 de septiembre de 1756, en el Real Coliseo del Buen Retiro de Madrid. El éxito fue clamoroso. Se representó en 20 ocasiones a lo largo de 3 años y Farinelli conservaría una predilección tal por esta obra, que encargó una serie cuadros al pintor Francesco Battaglioli con las escenas principales. Dichos cuadros, que inicialmente adornaban las paredes del palco y antepalco real del Coliseo, fueron posteriormente trasladados por el cantante en su partida hacia Bolonia.

## Composición

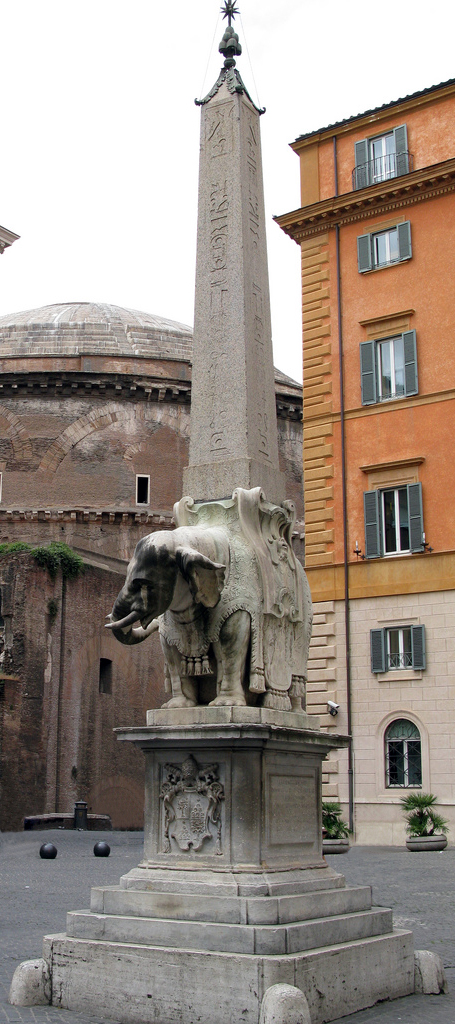
Obelisco del faraón Apries Roma, plaza de Santa Maria sopra Minerva

Las fuentes que utilizó Metastasio para el libreto fueron los estudios histórico – geográficos de los griegos Heródoto de Halicarnaso y Diodoro de Sicilia, empleando el poeta un año en la creación del libreto.

## Estreno versiónCopenhague
En 1760, el compositor italiano Giuseppe Sarti (Faenza (bautismo), 1729 – Berlín, 1802), retomó el libreto de Metastasio para componer una ópera homónima, cuyo estreno tuvo lugar en Copenhague.

## Estreno versiónVenecia
En 1765, Sarti compuso una segunda versión, en tres actos y 31 escenas, que con motivo del Día de la Ascensión, fue estrenada en el Teatro San Benedetto de Venecia, el día 16 de mayo.

## Personajes
| Personaje                                              | Tesitura   | Reparto el 16 de mayo de 1765 Director: Giuseppe Sarti |
| ------------------------------------------------------ | ---------- | ------------------------------------------------------ |
| Amosis II (Amasi) (Faraón de la XXVI dinastía)         | tenor      | Guglielmo D'Ettore                                     |
| Nitteti (Falsa princesa egipcia)                       | soprano    | Anna Lucia Frigeri                                     |
| Sammete (Hijo de Amosis)                               | sopranista | Carlo Reina                                            |
| Beroe (Esclava, verdadera Nitteti y amante de Sammete) | soprano    | Camilla Mattei                                         |
| Amenofi (Rey de Cirene y amigo de Sammete)             | sopranista | Gasparo Savoj                                          |
| Bubaste (Capitán de la guardia del faraón)             | bajo       | Cesare Molinari                                        |

## Argumento

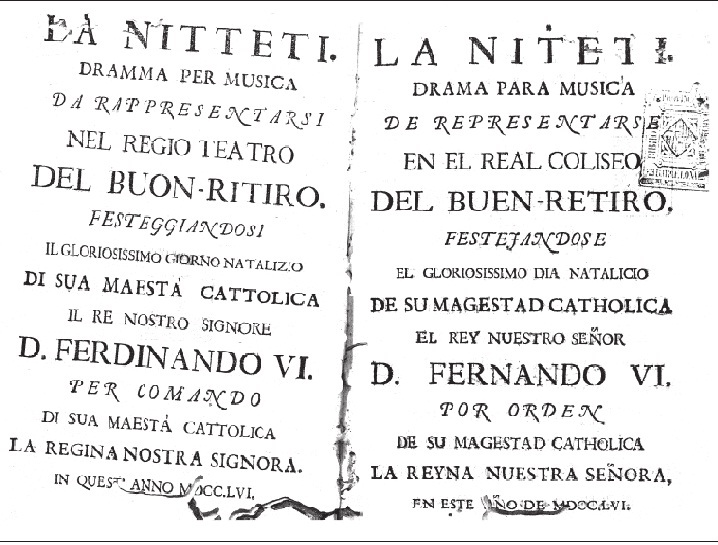
Portada del libreto original de Nitteti, Madrid (1756)

La acción se desarrolla en Egipto, en el año 570 a C.

Antecedentes. En su lecho de muerte, Apries, quinto faraón de la   XXVI dinastía, manda llamar a su general  Amosis para nombrarlo sucesor. El faraón confía a su general un secreto: la princesa Nitteti es en realidad la hija de un pastor, pues la auténtica princesa desapareció durante una revuelta cuando era niña. Amosis deberá encontrar a la auténtica Nitteti y casarla con su propio hijo, Sammete, uniendo así las casas de Apries y Amosis, consolidando el poder real sobre todo Egipto. 

La acción transcurre durante el reinado del ya faraón Amosis II, y narra los conflictos del típico triángulo amoroso: El hijo del faraón, Sammete, y una esclava llamada Beroe se aman en secreto; y por otro lado la princesa Nitteti, hija del anterior faraón, está enamorada de Sammete. Finalmente se descubre que Beroe es la auténtica Ninetti, y que la princesa Nitteti es en realidad hija de Amosis, y por lo tanto hermana de Sammete.

## Influencia
Metastasio tuvo gran influencia sobre los compositores de ópera desde principios del siglo XVIII a comienzos del siglo XIX. Los teatros de más renombre representaron en este período obras del ilustre italiano, y los compositores musicalizaron los libretos que el público esperaba ansioso. Nitteti fue utilizada por más de 30 compositores para componer otras tantas óperas; sin embargo el paso del tiempo ha hecho caer en el olvido a todas ellas.